# 由良内駅
由良内駅（ゆらうちえき）は、かつて和歌山県日高郡由良町大字網代にあった日本国有鉄道（国鉄）紀勢本線貨物支線の駅（貨物駅）である。紀伊由良駅から分岐した貨物支線の先にある駅であった。

## 歴史
紀勢本線（当初紀勢西線）を日高郡方面へ延長するにあたっては、当時の由良村がさかんに鉄道の誘致運動をしたが、東内原村も誘致を行っていた。鉄道が通らなければ、ますます陸の孤島化するとして由良村は必死の活動を行い、大分セメント由良工場が由良に立地していること、由良港が良港であることなどが決め手となって、由良村経由が決定された。これにより1925年（大正14年）12月に湯浅 - 紀伊由良間に着工した。
しかし駅は村の中心部からも港からも離れた場所にできることになり、村民にとっては不便であるとともに、港の衰微が懸念されることになった。そこで同年12月18日、由良港への臨港鉄道を建設するよう鉄道省に請願する運動を開始した。その主張は、由良港がこの地域唯一の良港であること、小松島港と結んで本州と四国の連絡の最短路となりうること、大分セメント由良工場が所在すること、紀南工業地域の外港として機能すること、紀勢本線の貯炭場を設けることができること、などであった。このために由良港の一部約7,000坪を地元の費用で埋め立てて貯炭場の用地として提供することになり、当時の村の予算の3年分に相当する68,000円を投じて埋め立てが行われた。これにより1万トン級の船が横付けできる岸壁が建設された。この埋め立て地のうち約1,000坪が実際に貯炭場として鉄道省に提供され、臨港鉄道と貯炭場が建設されることになった。
こうしてまず、1928年（昭和3年）10月28日に湯浅駅から紀伊由良駅までが開業した。続いて11月から紀伊由良駅分岐で港までの約2,200メートルの臨港線と停車場の建設を開始し、1929年（昭和4年）4月21日に紀伊由良から御坊方面への開通と同日、由良内駅として営業を開始した。この時点での駅名の読みは「ゆらのうち」であり、また住所は由良村大字阿戸となっていた。キロ程は紀伊由良 - 由良内間が1.2マイル（約1.92キロメートル）とされ、1930年（昭和5年）4月1日のメートル法施行時に2.0キロメートルとなった。1946年（昭和21年）の国鉄発行資料ではなお読みが「ゆらのうち」と記載されているが、1952年（昭和27年）の資料では「ゆらうち」になっており、この間に読みが改訂されているが、正確な時期は不明である。この時点では紀勢西線の駅であった。
由良内駅開業後は、予定通り鉄道用の石炭の荷揚げと貯炭に用いられるとともに、一般貨物の輸送も行われるようになった。主な取り扱い物資は石炭、セメント、農産物、乾魚などであり、地元の産業に大きな影響をもたらした。さらに1937年（昭和12年）頃から、隣接地に設置された紀伊防備隊向けの軍用物資の輸送が加わり、戦争がはじまると吹井地区に建設された陸軍燃料貯蔵所に関連する輸送も加わった。
終戦後は、1946年（昭和21年）12月に昭和南海地震が発生して津波に襲われ、駅舎が半壊、線路やホームなどの設備、石灰や石炭などの貨物なども流失して、線路上に漁船や機帆船が数隻打ち上げられているという状態となった。完全復旧までのべ5,000人の人員を投入する必要があった。1947年（昭和22年）4月から、復員兵の輸送が開始された。また、1953年（昭和28年）には紀州大水害で紀勢本線が不通となり、下津駅 - 由良内駅 - 紀伊田辺駅の間を船舶で代行輸送した。1959年（昭和34年）7月15日、紀勢本線の全通に伴い所属している路線名が紀勢西線から紀勢本線となった。
紀勢本線周辺の機関車用燃料を供給していた由良内駅構内の貯炭所であったが、無煙化の進展により需要が減少し、1961年（昭和36年）6月に大阪の桜島駅にある貯炭所に統合されて、関西地方資材部由良内配炭所が廃止となった。その後、国鉄貨物輸送の減少により、駅自体も合理化の対象となり、1968年（昭和43年）6月1日に由良内駅とそこへ至る臨港貨物線は廃止となった。開設時は所在地住所が大字阿戸となっていたが、廃止2年前の1966年（昭和41年）時点の公示では大字網代へと変化している。廃止後は貨物線の跡地は県道となった。

### 年表
- 1929年（昭和4年）4月21日：由良内駅開業、貨物駅[2][7]。
- 1942年（昭和17年）4月1日：荷物営業（特別扱い雑誌に限る）開始[2]。
- 1946年（昭和21年）12月：昭和南海地震の被害を受ける[9]。
  - 1946年から1952年の間に読みを「ゆらのうち」から「ゆらうち」に変更[2]。
- 1953年（昭和28年）：紀州大水害に伴う代行輸送を実施[9]。
- 1954年（昭和29年）9月1日：荷物営業廃止[2]。
- 1959年（昭和34年）7月15日：所属路線が紀勢西線から紀勢本線に変更となる[8]。
- 1961年（昭和36年）6月：駅構内の国鉄貯炭所廃止[11]。
- 1968年（昭和43年）6月1日：由良内駅廃止[2]。

## 駅構造
駅は、由良港の係船岸壁と由良川の間に挟まれた立地であった。1944年（昭和19年）12月時点の配線図によれば、由良方面から来た本線が駅構内で3本にわかれ、北側から1番線、2番線、3番線の順で、1番線と2番線が147.3メートル、3番線が66.0メートルの有効長であった。またこれより末端側に浜1番線、浜2番線も配置されていた。線路より北側に貨物上屋が、南側に由良内配炭所と由良内駅本屋が配置されていた。

## 隣の駅
日本国有鉄道
紀勢本線（貨物支線）
紀伊由良駅 - （貨）由良内駅